# Takeover
En las redes de IRC, se llama Takeover a un abuso de poder o ataque por parte de un operador de un canal que consiste en expulsar o someter al resto de usuarios de este y, habitualmente, prohibirles su entrada posterior.
Esta práctica existe desde los comienzos de las redes de IRC y su nombre significa en inglés apoderarse.  Es común que estas acciones se realicen de forma premeditada, de manera que si no se es operador en el canal que se pretende atacar, se intente convencer a un usuario que lo sea para obtener el modo +o y, disponer, por tanto, del poder de quitar el modo o o expulsar al resto.
Actualmente, las redes más populares de IRC poseen sistemas para evitar o mitigar estas prácticas. Por ejemplo, en la red IRC-Hispano los operadores de los canales registrados suelen estar registrados a su vez en la lista de usuarios con privilegios del canal. Así, si se produce un takeover, estos usuarios pueden, con el privilegio adecuado, cambiar algunos modos del canal desde el exterior o entrar automáticamente, recuperando su modo +o.
En la red Undernet, sin embargo, existe un bot especial llamado Chanfix o C, que restablece el orden en los canales no registrados en X tras un ataque de esta índole.
- Datos: Q3247885